# Alle wetter!
alle wetter! ist seit dem 15. Januar 2001 eine werktägliche (Montag bis Freitag) Informationssendung um 19:15 Uhr im hr-fernsehen. Die Sendung wurde unter anderem von Silke Hansen konzipiert. 

## Inhalt der Sendung
alle Wetter! hat zum Ziel, die Wettervorhersagen von hessenschau ebenfalls im hr-fernsehen im Anschluss als auch in der Tagesschau zu ergänzen. 
Die Sendung beginnt meistens mit einer Moderation auf dem Dach des Funkhauses des hr mit Blick auf die Frankfurter Skyline. Danach folgt ein aufgezeichneter Beitrag und der Wechsel der Moderation ins Fernsehstudio. Dort schließt sich ein Serviceteil sowie ein Gespräch mit einem Studiogast, die in irgendeiner Weise etwas mit dem Thema Wetter oder Klima zu tun haben, an. Danach folgt ein Ausblick auf das Deutschland-Wetter, sowie bei besonderen Wetterereignisse in der ganzen Welt, die ausführliche Wetter-Prognose inklusive Biowetter für Hessen.
Als Basis für die Wetterberichte dienen vornehmlich Daten des Deutschen Wetterdienstes.
Seit 15. April 2016 wird in jeder Freitag-Sendung der Gewinner und das Gewinnerprojekt der Umweltlotterie Genau – Gemeinsam für Natur und Umwelt von Lotto Hessen vorgestellt.

## Geschichte
Die Erstausstrahlung erfolgte nach dem ebenfalls am 15. Januar 2001 gestarteten Boulevardmagazin maintower auf dem gleichnamigen Main Tower. Seit dem 19. Juni 2006 erfolgt die Livesendung um 19:15 Uhr, direkt vor der Hessenschau. 
Die 1000. Sendung lief am 15. Dezember 2004 zu Gast war Heinz Schenk. 

## Moderatoren

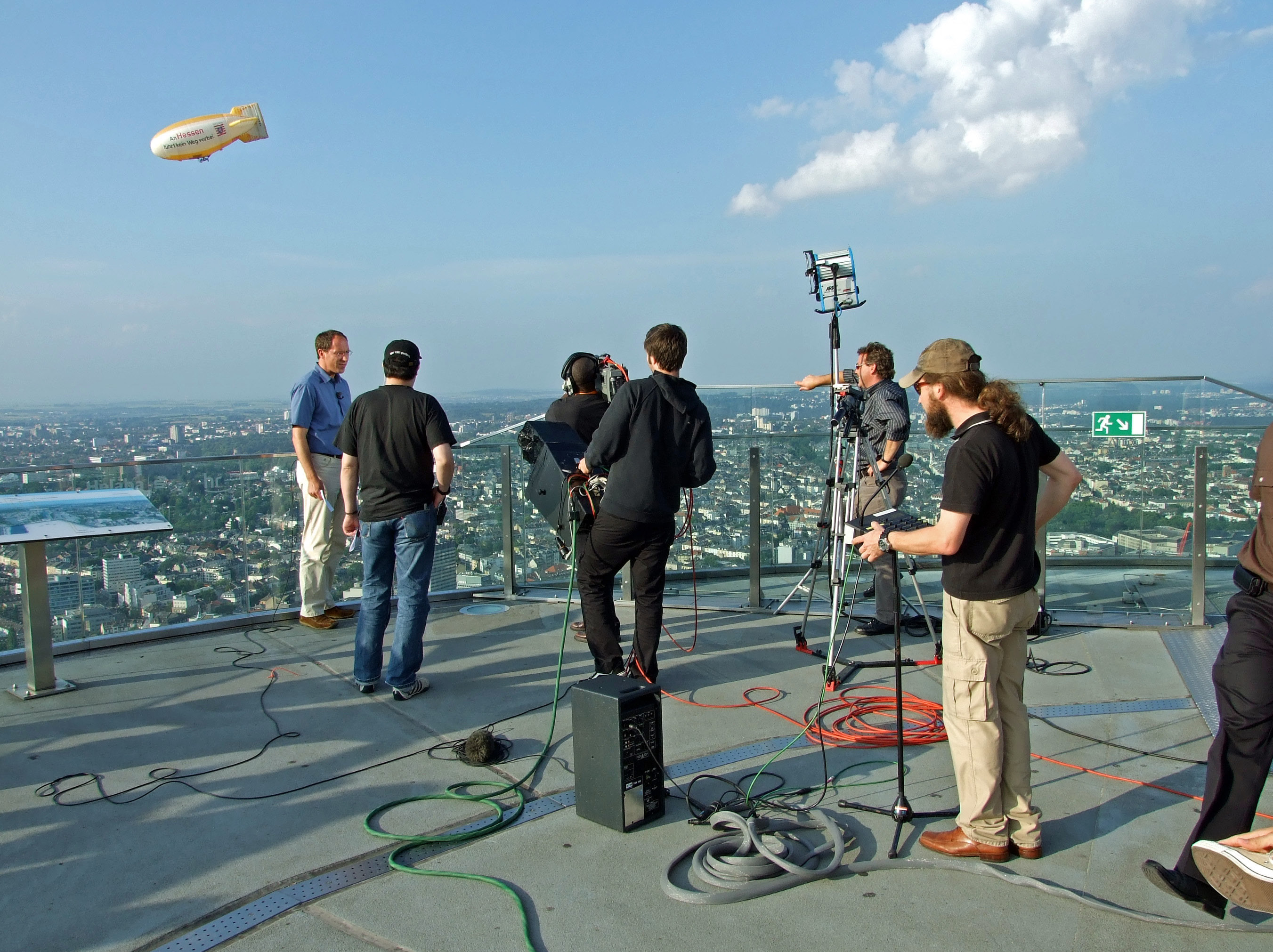
Aufnahme und Aufzeichnung mit Thomas Ranft auf dem Main Tower im Juni 2007

Hauptmoderator seit der ersten Sendung ist Thomas Ranft.
Unterstützt wird er meist von Simone Kienast die als Außenreporterin Beiträge beisteuert sowie von Wolfgang Rossi und Tim Frühling (seit Juli 2008), sowie Silke Hansen und Dieter Voss in Vertretungsfällen.

## Maskottchen
Maskottchen ist ein Stofftier namens Wetterfrosch Fridolin, der in jeder Sendung eine dem Wetter entsprechende Kleidung trägt. Das Maskottchen wird auch animiert in den Einspielfilmen gezeigt, hier ist auch die computeranimierte Kröte, namens Kröti, zu sehen.

## Auszeichnung
Moderator Thomas Ranft wurde 2008 mit dem „Medienpreis für Meteorologie“ des Extremwetterkongresses für die beste Wettersendung im deutschsprachigen Fernsehen ausgezeichnet.

## Eigenschreibweise

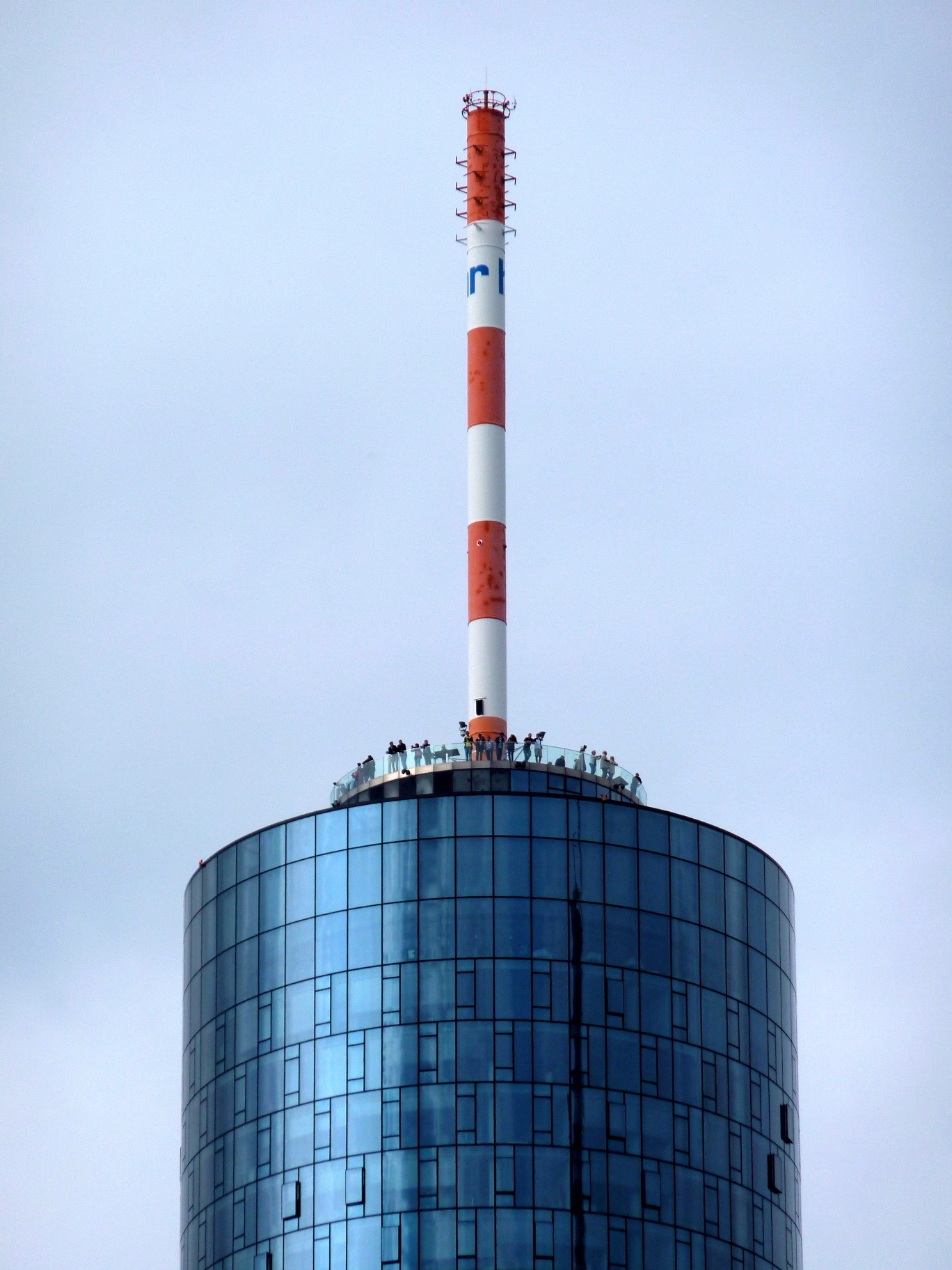
Die Spitze des Main Towers mit öffentlich zugänglicher Besucherterrasse in 198 m Höhe und mit 40 m hoher Sendeantenne des Hessischen Rundfunks.

Die Eigenschreibweise der Sendung folgt dem Konzept des Hessischen Rundfunks alles in Kleinbuchstaben zu schreiben. Das Ausrufezeichen symbolisiert die Sendeantenne des hr auf dem Maintower.
Eine andere Schreibweise endet mit einem Stern, welche in gelb gehaltenen Sonnenstrahlen darstellt: alle wetter*